# Agrostophyllum inocephalum
Agrostophyllum inocephalum là một loài thực vật có hoa trong họ Lan. Loài này được (Schauer) Ames mô tả khoa học đầu tiên năm 1908.